# Fabio Brandolisio
Fabio Brandolisio (Trieste, 29 giugno 1926 – 19 luglio 1999) è stato un calciatore italiano, di ruolo mediano.

## Carriera
Giocò per due stagioni in Serie A con la Triestina.